# Eivind Henriksen
Eivind Prestegard Henriksen (ur. 14 września 1990 w Oslo) – norweski lekkoatleta specjalizujący się w konkurencjach rzutowych. Srebrny medalista igrzysk olimpijskich z Tokio (2020). Brązowy medalista mistrzostw świata (2022) oraz mistrzostw Europy (2022).
Wielokrotny złoty medalista mistrzostw Norwegii w rzucie młotem (2010, 2011, 2012, 2013, 2014, 2015, 2016, 2017, 2018, 2019, 2020, 2021, 2022) oraz pchnięciu kulą (2021).

## Rezultaty
| Rok  | Impreza                                 | Miejsce              | Konkurencja  | Pozycja              | Wynik |
| ---- | --------------------------------------- | -------------------- | ------------ | -------------------- | ----- |
| 2007 | Mistrzostwa świata juniorów młodszych   | Ostrawa              | rzut dyskiem | el. – 18. miejsce    | 51,03 |
| 2007 | Mistrzostwa świata juniorów młodszych   | Ostrawa              | rzut młotem  | 9. miejsce           | 71,10 |
| 2007 | Mistrzostwa Europy juniorów             | Hengelo              | rzut młotem  | el. – 22. miejsce    | 61,48 |
| 2007 | Olimpijski festiwal młodzieży Europy    | Belgrad              | rzut dyskiem | 11. miejsce          | 47,95 |
| 2008 | Mistrzostwa świata juniorów             | Bydgoszcz            | rzut młotem  | el. –                | NM    |
| 2009 | I liga drużynowych mistrzostw Europy    | Bergen               | rzut młotem  | 7. miejsce           | 66,04 |
| 2009 | Mistrzostwa Europy juniorów             | Nowy Sad             | rzut dyskiem | el. – 15. miejsce    | 76,65 |
| 2009 | Mistrzostwa Europy juniorów             | Nowy Sad             | rzut młotem  | 4. miejsce           | 76,65 |
| 2010 | Zimowy puchar Europy w rzutach          | Arles                | rzut młotem  | 6. miejsce (U-23)    | 66,91 |
| 2010 | Superliga drużynowych mistrzostw Europy | Bergen               | rzut młotem  | 8. miejsce           | 71,11 |
| 2010 | Mistrzostw Europy                       | Barcelona            | rzut młotem  | el. – 22. miejsce    | 69,98 |
| 2011 | Zimowy puchar Europy w rzutach          | Sofia                | rzut młotem  | 2. miejsce (U-23)    | 72,37 |
| 2011 | I liga drużynowych mistrzostw Europy    | Izmir                | rzut młotem  | 3. miejsce           | 73,35 |
| 2011 | Młodzieżowe mistrzostwa Europy          | Ostrawa              | rzut młotem  | 12. miejsce          | 69,89 |
| 2011 | Mistrzostwa świata                      | Daegu                | rzut młotem  | el. – 24. miejsce    | 71,27 |
| 2012 | Zimowy puchar Europy w rzutach          | Bar                  | rzut młotem  | 1. miejsce (U-23)    | 73,62 |
| 2012 | Mistrzostwa Europy                      | Helsinki             | rzut młotem  | el. – 14. miejsce    | 72,54 |
| 2012 | Igrzyska olimpijskie                    | Londyn               | rzut młotem  | el. – 13. miejsce    | 74,62 |
| 2013 | Zimowy puchar Europy w rzutach          | Castelló de la Plana | rzut młotem  | 2. miejsce (Grupa B) | 71,25 |
| 2013 | Superliga drużynowych mistrzostw Europy | Gateshead            | rzut młotem  | 7. miejsce           | 71,24 |
| 2014 | I liga drużynowych mistrzostw Europy    | Tallinn              | rzut młotem  | 4. miejsce           | 69,02 |
| 2014 | Mistrzostwa Europy                      | Zurych               | rzut młotem  | el. – 17. miejsce    | 72,31 |
| 2015 | Superliga drużynowych mistrzostw Europy | Czeboksary           | rzut młotem  | 8. miejsce           | 71,20 |
| 2015 | Uniwersjada                             | Gwangju              | rzut młotem  | 6. miejsce           | 71,47 |
| 2016 | Mistrzostwa Europy                      | Amsterdam            | rzut młotem  | el. – 16. miejsce    | 71,93 |
| 2017 | I liga drużynowych mistrzostw Europy    | Vaasa                | rzut młotem  | 3. miejsce           | 71,33 |
| 2018 | Puchar Europy w rzutach                 | Leiria               | rzut młotem  | 1. miejsce (Grupa B) | 73,66 |
| 2018 | Mistrzostwa Europy                      | Berlin               | rzut młotem  | 5. miejsce           | 76,86 |
| 2019 | I liga drużynowych mistrzostw Europy    | Sandnes              | rzut młotem  | 2. miejsce           | 74,55 |
| 2019 | Mistrzostwa świata                      | Doha                 | rzut młotem  | 6. miejsce           | 77,38 |
| 2021 | Igrzyska olimpijskie                    | Tokio                | rzut młotem  | 2. miejsce           | 81,58 |
| 2022 | Puchar Europy w rzutach                 | Leiria               | rzut młotem  | 4. miejsce           | 75,05 |
| 2022 | Mistrzostwa świata                      | Eugene               | rzut młotem  | 3. miejsce           | 80,87 |
| 2022 | Mistrzostwa Europy                      | Monachium            | rzut młotem  | 3. miejsce           | 79,45 |
| 2023 | Mistrzostwa świata                      | Budapeszt            | rzut młotem  | 7. miejsce           | 77,06 |
| 2024 | Mistrzostwa Europy                      | Rzym                 | rzut młotem  | 7. miejsce           | 76,51 |
| 2024 | Igrzyska olimpijskie                    | Paryż                | rzut młotem  | 4. miejsce           | 79,18 |

## Rekordy życiowe
- pchnięcie kulą (hala) – 13,20 (14 lutego 2010, Drammen)
- pchnięcie kulą (stadion) – 15,47 (12 września 2021, Kristiansand)
- rzut dyskiem – 53,41 (10 września 2021, Kristiansand)
- rzut młotem – 81,58 (4 sierpnia 2021, Tokio), rekord Norwegii